# Фарфоровская улица
Фарфо́ровская у́лица — улица в Невском районе Санкт-Петербурга, ограничена проспектом Обуховской Обороны и улицей Седова. Длина — около 1 км.

## История
Прежде улица называлась Большой Щеми́ловской улицей (по деревне Щемиловке); такое наименование известно с 1896 года. В 1897 году она стала Большой Щеми́ловкой. Малой Щемиловкой тогда назвали нынешнюю улицу Полярников.
3 августа 1940 года Большую Щемиловку официально переименовали в улицу Седова — в честь полярного исследователя Г. Я. Седова. Однако его именем оказалась названа безымянная улица, проходившая перпендикулярно Большой Щемиловке (см. улица Седова). После этого в 1940-х годах улица стала именоваться Фарфо́ровской — по соседнему Ломоносовскому фарфоровому заводу и находившейся здесь Фарфоровской колонии, а де-юре этот топоним за ней закрепился в 1957 году.

## Достопримечательности

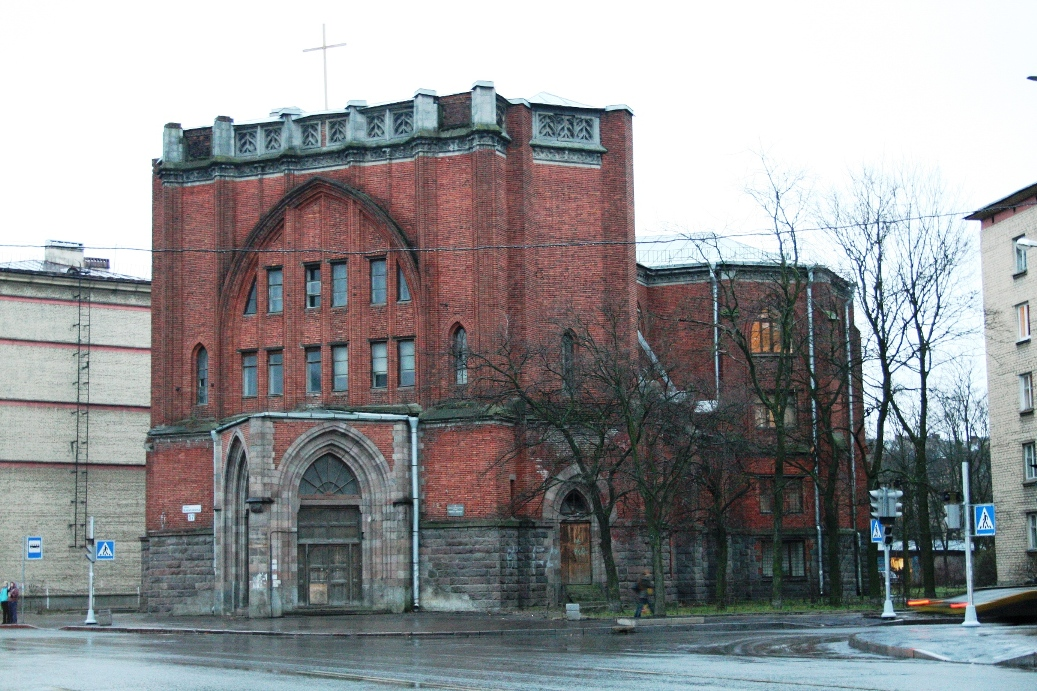
Храм Святейшего Сердца Иисуса на пересечении Фарфоровской улицы с улицей Бабушкина

- Дом № 1 — здания пивоваренного завода «Вена», построенного в 1875 году по проекту архитектора Ф. Б. Нагеля. До настоящего времени сохранился только трёхчастный корпус под литерой А. Его административная секция и солодовня имеют статус объектов культурного наследия, а третья часть — производственный корпус — не входит в зону охраны и находится под угрозой сноса[3].  7830212000 В 2018 году территорию завода выкупил девелопер «Setl Group», который собирается вложить 5 млрд рублей в возведение жилого комплекса. При этом исторические корпуса компания сохранять не собирается. Старт строительства намечен на 2019 год[4]. В 2021 году застройщик заявил, что снесённый лицевой корпус дома по Фарфоровской, 1, будет воссоздан с сохранением исторического облика[5].
- Храм Святейшего Сердца Иисуса  781510369920006
- Парк имени И. В. Бабушкина

## Застройка
- № 3, корпус 1, — жилой дом (2023[6])
- № 3, корпус 2, — жилой дом (2023[6])
- № 5, корпус 2, — детский сад (2023[7])
- № 6 — нежилое здание (1960[8])
- № 7, корпус 1, — жилой дом (2023[6])
- № 7, корпус 2, — жилой дом (2023[6])
- № 9 — жилой дом (2023[6])
- № 10 — жилой дом (1960[8])
- № 12 — жилой дом (1961[8])
- № 14 — жилой дом (1929[8])
- № 16 — жилой дом (1929[8])
- № 18 — жилой дом (1930[8])
- № 20 — жилой дом (1930[8])
- № 22 — жилой дом (1929[8])
- № 24 — жилой дом (1931[8])
- № 26 — жилой дом (1931[8])
- № 28 — жилой дом (1930[8])
- № 30 — жилой дом (1959[8])
- № 32, корпус 1, — жилой дом (1960[8])

## Пересечения
- улица Бабушкина